# Splonia brevis
Splonia brevis är en insektsart som först beskrevs av Walker 1851.  Splonia brevis ingår i släktet Splonia och familjen dvärgstritar. Inga underarter finns listade i Catalogue of Life.